# Medfield Meadow Lots
Medfield Meadow Lots ist ein 16 Acres (6,5 ha) großes Naturschutzgebiet in der Nähe von Medfield im Bundesstaat Massachusetts der Vereinigten Staaten, das von der Organisation The Trustees of Reservations verwaltet wird.

## Schutzgebiet
Das Schutzgebiet besteht vollständig aus einer Flussaue des Charles River und ist daher nur per Kanu oder Kajak zugänglich. Es umfasst die drei Marschland-Parzellen Pratt Meadow, Perry Meadow und Hinsdale Meadow. Die Trustees verwalten im oberen Charles River Valley zwischen Norfolk und Dedham, wo sich auch die Medfield Meadow Lots befinden, eine Vielzahl von Schutzgebieten mit einer Gesamtfläche von nahezu 4.000 Acres (16,2 km²).